# Longèves (Charente-Maritime)
Longèves é uma comuna francesa na região administrativa da Nova Aquitânia, no departamento de Charente-Maritime. Estende-se por uma área de 12,63 km². Em 2010 a comuna tinha 1 017 habitantes (densidade: 80,5 hab./km²).